# La Diva de México
La Diva De México es un programa de radio transmitido en México y los Estados Unidos, también disponible por medio de internet en Spotify y Soundcloud, y fue el primer programa transmitido desde el interior de la República Mexicana en cadena nacional, ya que hasta entonces, todos los programas en cadena nacional se transmitían desde la Ciudad de México.
Su equipo creativo y técnico está integrado por Roberto Cavazos y Juan José Rodríguez.
Cuenta con más de 40 estaciones afiliadas en los Estados Unidos y México, en ciudades como Puerto Vallarta, Jalisco, Tepic, Nayarit, Ciudad Guzmán, Jalisco, Oaxaca, Oaxaca, Saltillo, Coahuila, Durango, Durango, Morelia, Michoacán, Guadalajara, Jalisco, Monterrey, Nuevo León, León, Guanajuato, Pachuca, Hidalgo, Toluca, Estado de México, Acapulco, Guerrero, la Ciudad de México, entre muchas otras.
Actualmente, además de la Ciudad de México, también se trasmite desde Monterey, California, en los Estados Unidos. Carlos Moncada, el director ejecutivo de Media Latino Communications (MLC) anunció el debut del programa, "La Diva de Mexico" en los Estados Unidos el 1 de junio de 2015 para 13 ciudades, incluyedo las ciudades de Nueva York, Las Vegas, Nevada, Filadelfia, Pensilvania, Monterey, California, y Salt Lake City, Utah.
Entrevistadas destacadas:
- Adal Ramones
- Alicia Villarreal de Grupo Límite
- Amanda Miguel
- Doctor César Lozano
- Carmen Salinas
- Dulce
- Emmanuel Esparza
- Eugenia León
- Gloria Trevi
- Grupo Laberinto
- Ignacio López Tarso
- Javier Ríos Jr. de Grupo Pesado
- Jenni Rivera
- Juan Gabriel
- La Sonora Santanera
- Laura Zapata
- Lorenzo Trujillo y la Herencia de Nuestra Tierra
- Lucero
- Lucía Méndez
- Marcela Benjumea
- María Elena Velasco de La India María
- Niurka Marcos
- Pandora
- Paula Loera de Tropical Caribe
- Pedro Armendáriz
- Ricky Yocupicio de Banda El Recodo
- Sebastián Eslava
- Sergio Corona
- Silvia Pinal
- Yuri
- Zemmoa